# سیمون کورتیز
سیمون کورتیز (انگلیسی: Simon Curtis؛ زادهٔ ۱۸ مارس ۱۹۸۶) یک موسیقی‌دان اهل ایالات متحده آمریکا است. وی از سال ۲۰۰۶ میلادی تاکنون مشغول فعالیت بوده‌است.